# Monsieur Peabody et la Sirène
Pour plus de détails, voir Fiche technique et Distribution.
Monsieur Peabody et la Sirène (Mr. Peabody and the Mermaid) est un film américain en noir et blanc réalisé par Irving Pichel, sorti en 1948.

## Synopsis
Un Bostonien d'âge moyen, Arthur Peabody, raconte à un médecin sceptique l'aventure survenue lors de ses récentes vacances dans les Caraïbes avec sa femme. Alors qu'il est en train de pêcher dans la baie, M. Peabody entend des chants mystérieux et muets venant d'un rocher inhabité. Intrigué, il s'approche avec sa barque, et sa canne à pêche ferre... une sirène ! Elle est espiègle, enfantine et séduisante, au point que M. Peabody ne tarde pas à lui apprendre comment embrasser. Il cache la fantastique créature dans l'étang à poissons de la station balnéaire, près de la maison qu'il loue. Des complications ne vont pas tarder à survenir.

## Fiche technique
- Titre français : Monsieur Peabody et la Sirène
- Titre belge francophone : Monsieur Peabody et la Sirène
- Titre original : Mr. Peabody and the Mermaid
- Réalisation : Irving Pichel
- Scénario : Nunnally Johnson, d’après le roman de Guy Jones et Constance Jones, Peabody's Mermaid (1945)
- Musique : Robert Emmett Dolan
- Costumes : Charles Gemora (pour la queue de sirène)
- Photographie : Russell Metty
- Montage : Marjorie Fowler
- Producteur : Nunnally Johnson, Gene Fowler Jr.
- Société de production : Nunnaly Johnson Productions
- Société de distribution : Universal Pictures
- Pays de production :  États-Unis
- Langue d'origine : anglais américain
- Format : noir et blanc — pellicule : 35 mm — image : 1,37:1 — son : mono (Western Electric Recording)
- Genres : comédie romantique, film fantastique
- Durée : 89 minutes
- Dates de sortie : 
  - États-Unis : 11 août 1948
  - France : 20 janvier 1961

## Distribution
- William Powell : M. Arthur Peabody
- Ann Blyth : sirène
- Irene Hervey : Mme Polly Peabody
- Andrea King : Cathy Livingston
- Clinton Sundberg : Mike Fitzgerald
- Art Smith : Dr Harvey
- Hugh French : Major Hadley
- Lumsden Hare : Colonel Mandrake
- Fred Clark : Basil
- James Logan : Lieutenant
- Mary Field : Wee, employée du magasin
- Beatrice Roberts : la mère
- Cynthia Corley : infirmière
- Tom Stevenson : Charlie, le garçon de café
- Mary Somerville : Lady Trebshaw
- Dick Ryan : garçon de café (crédité Richard Ryan)
- Robert Hyatt : garçonnet (crédité Bobby Hyatt)
- Ivan Browning : Sidney (crédité Ivan H. Browning)

## Atour du film
- Dans ce film, Ann Blyth a un rôle muet. Elle rit, fredonne, pleure mais ne parle pas.
- Lors du tournage, Ann Blyth était âgée de vingt ans alors que son "amoureux" dans le film, William Powell, avait 64 ans.